# Hasarius cheliceroides
Hasarius cheliceroides is een spinnensoort in de taxonomische indeling van de springspinnen (Salticidae).
Het dier behoort tot het geslacht Hasarius. De wetenschappelijke naam van de soort werd voor het eerst geldig gepubliceerd in 2002 door Borowiec & Wanda Wesołowska.